# Окина
Окина (ʻ, гав. ʻokina [ʔoˈkinɐ], см. также другие названия) — буква, обозначающая гортанную смычку в латинских орфографиях полинезийских языков.

## Названия
| Язык       | Общеупотребительное название | Буквальное значение                   | Примечания |
| ---------- | ---------------------------- | ------------------------------------- | --- |
| Гавайский  | ʻokina                       | Разделитель, разрезающий, разрывающий | Частично формализован. Окина исторически представляется в компьютерных публикациях грависом (`), левой одинарной кавычкой (‘) или апострофом ('), особенно когда правильный типографский знак (ʻ) недоступен.                                                                 |
| Самоанский | koma liliu                   | Перевёрнутая запятая                  | Часто заменяется апострофом в современных публикациях, признанных самоанскими учеными и сообществом. Использование символов апострофа и макрона в самоанских словах было восстановлено министерством образования в 2012 году после того, как оно было удалено в 1960-х годах. |
| Таитянский | ʻeta                         | От ʻetaʻeta — отвердевать             | Нет официального или традиционного статуса, может использоваться ', ‘ или ’ |
| Тонганский | fakauʻa, fakamonga           | Создаваемый горлом                    | Официально формализован |
| Кукский    | ʻamata, ʻakairo ʻamata       | Хамза                                 | Нет официального или традиционного статуса, может использоваться ', ‘, ’ или ничего |
| Уоллисский | fakamoga                     | Создаваемый горлом                    | Нет официального или традиционного статуса, может использоваться ', ‘ или ’ |

## Внешний вид

Гавайская окина

Окина визуально напоминает левую одинарную кавычку (‘) — маленький «6»-образный знак над базовой линией.
Таитянская эта имеет иную форму, выглядящую как окина, повернутая на 90° или более по часовой стрелке.

## Орфография и официальный статус
Окина — это 13-я буква гавайского алфавита. Она имеет только один регистр — то есть не имеет отдельной заглавной и строчной форм, в отличие от других букв гавайского алфавита, все из которых являются буквами основной латиницы. Для слов, которые начинаются с окины, заглавной становится следующая за ней буква: например, название буквы ʻOkina с заглавной буквы O.

### Географические названия в США
Совет США по географическим названиям перечисляет топонимы как с окиной и кахако (макроном), так и без них в Информационной системе географических названий. Разговорно и формально эти формы уже давно используются взаимозаменяемо.

## Компьютерные кодировки

### Апострофы и кавычки
В наборе символов ASCII буква окина обычно представляется символом апострофа ('), имеющим десятичный код 39 и шестнадцатеричный код 27. Этот символ обычно выглядит как прямой машинописный апостроф, лишённый кривизны собственно окины. В некоторых шрифтах апостроф ASCII выглядит как правая одинарная кавычка, что является ещё менее подходящим глифом для окины, выглядящей как этот символ, повёрнутый на 180°.
Многие другие наборы символов предоставляют различные символы для левой и правой одинарных кавычек. Левая одинарная кавычка является приемлемым приближением к окине, хотя у неё все еще есть проблемы: окина — это буква, а не знак препинания, что может привести к неправильному результату при автоматической обработке текста. Кроме того, левая одинарная кавычка в некоторых шрифтах выглядит как зеркальная «9» (‛), а не «6», что не подходит для окины.

### Юникод
В стандарте Юникод буква окина кодируется как U+02BB ʻ modifier letter turned comma, которая может быть отображена в HTML как &#699; (или в шестнадцатеричной форме как &#x2BB;).
Хотя эта буква была введена в Юникод 1.1 (1993), отсутствие поддержки этого символа препятствовало лёгкому и универсальному использованию в течение многих лет. На 2008 году компьютеры на базе OS X, Microsoft Windows и Linux, а также все большинство смартфонов не имеют проблем с отображением глифа, оно также больше не является проблемой в Internet Explorer 7, как это было в предыдущих версиях. Символ U+02BB должен быть использован при кодировании новых данных, когда это позволяет ожидаемое использование данных.
Тот же самый символ иногда используется при транслитерации латиницей еврейской буквы аин и арабской буквы айн (которая не обозначает гортанную смычку), а также в узбекском латинском алфавите в составе букв (диграфов) Oʻ (в кириллице — Ў) и Gʻ (в кириллице — Ғ). Другие символы для гортанной смычки, такие как U+02C0 ˀ modifier letter glottal stop, не подходят для окины.
Отличающаяся форма таитянской и уоллисской буквы в настоящее время не закодирована отдельным символом в Юникоде.